# Rio Ucaiáli
Ucaiáli (Ucayali) é o nome que recebe o rio Amazonas no trecho entre o rio Urubamba até o rio Maranhão no Peru. Nasce na confluência dos rios Urubamba e Tambo, a leste da cordilheira dos Andes. Flui em suave declive para o norte do país até juntar-se com o rio Maranhão, onde recebe o nome de rio Amazonas, até a fronteira com o Brasil, onde novamente o nome do rio é alterado para rio Solimões.